# Catedral de Santa Maria (Glasgow)
La Catedral de Santa Maria (en anglès: St Mary's Cathedral) és una catedral de l'església episcopal escocesa. Està situat a Great Western Road, a l'extrem oest de Glasgow, Escòcia. L'edifici actual es va inaugurar el 9 de novembre de 1871 com a església episcopal de Santa Maria i es va completar l'any 1893, quan es va completar l'església. L'arquitecte va ser George Gilbert Scott. Va ser elevat a la catedral en 1908. L'alçada total de la catedral és de 63 metres. L'estructura de la catedral està protegida com un edifici catalogat de la categoria A.
Altres catedrals de Glasgow són:
- Catedral de Glasgow
- Catedral de Sant Andreu (Glasgow)
- Catedral de Sant Lluc

## Rector i Provost
Els papers bessons del rector de la congregació i el rector de la catedral són realitzats per una persona. El candidat per al càrrec de rector i provost és nomenat rector per la sagristia en representació de la congregació i escollit com a rector per la reunió del bisbe en el capítol. Frederic Llewellyn Deane va ser el primer preboste el 1908, quatre anys després de convertir-se en rector. El seu successor, Ambrose Lethbridge, es va convertir en provost el 1918, un any després de ser instal·lat com a rector. Després de la mort sobtada del bisbe Goldie a l'octubre de 1980, la instal·lació de Malcolm Grant com a rector i provost es va retardar fins després de l'entronització del bisbe Rawcliffe a la primavera de 1981. Kelvin Holdsworth va ser instal·lat com a rector i provost el 31 de maig de 2006, la Festa del Visita (Feast of the Visitation en anglès).

### Rectors i representants anteriors[2]
- Richard Samuel Oldham

Incumbent Junior de 1851 a 1859; Incumbent Sole de 1859 a 1878; Degà de la Diòcesi de 1877 a 1879
- Frederic Edward Ridgeway

Rector de 1878 a 1890; Degà de la Diòcesi de 1888 a 1890
- Richard Howel Brown

Rector de 1890 a 1904
- Frederic Llewellyn Deane

Rector de 1904 a 1917; Primer Provost de 1908 a 1917
- Ambrose Lethbridge

Rector de 1917 a 1927; Provost de 1918 a 1927
- Algernon Giles Seymour – 1927-1933
- Kenneth Charles Harman Warner – 1933-1938
- John Gabriel Murray – 1938-1944
- Martin Patrick Grainge Leonard – 1944-1953
- Frank Fairbairn Laming – 1953-1966
- Hugh McIntosh – 1966-1970
- Harold Chad Mansbridge – 1971-1980
- Malcolm Etheridge Grant – 1981-1991

- Peter Francis – 1992-1996
- Philip (Griff) Dines – 1997-2005

## Congregació
La Catedral de Santa Maria combina dos rols, com la catedral per a la diòcesi i com una gran congregació urbana. Els membres provenen d'una àmplia zona a la ciutat de Glasgow i la seva al voltant. Hi ha una activa participació laica en el culte i en les activitats administratives i de divulgació. La facturació de la congregació és alta.

## Música i arts
La Catedral gaudeix d'una posició estratègica al cor del final oest de Glasgow, i ha buscat durant diversos anys ampliar la seva difusió convertint la Catedral en un centre d'activitat artística, organitzant regularment concerts, exposicions d'art i diversos esdeveniments.
La tradició musical dins del culte és particularment forta, d'acord amb la identitat de la congregació com a església catedralícia per a la diòcesi. Un cor mixt voluntari per a adults canta a un estand professional sota el director de música, Friðrik (Frikki) Walker. A l'octubre de 2007, el cor va ser augmentat amb l'addició d'una secció triple.
L'orgue és un instrument manual de William Hill que va ser reconstruït el 1967 i restaurat completament el 1990. La catedral té deu campanes.

## Restauració
Des de mitjans dels anys 80 fins a 2002, la Catedral de Santa Maria ha estat sotmesa a una extensa restauració, dividida en quatre fases.

### Fase 1: Treballs per esmenar l'orgue
Com a conseqüència de l'entrada d'aigua a l'orgue es va descobrir un dany greu en les bigues que donaven suport a l'encreuament. Es van posar en pràctica els treballs de reparació i es va realitzar una enquesta de l'estat de la construcció. Després de l'enquesta, es va iniciar un ampli projecte de recaptació de fons a principis de 1986.

### Fase 2: Cancelleria i orgue
S'ha restaurat la Cancelleria, la Torre i l'Encreuament. L'edifici es va tornar a cobrir i es van renovar les finestres clistòriques. Per dur a terme aquest treball, es va aprofitar l'oportunitat de reformar completament i reconstruir l'orgue.
La cerimònia de lliurament va tenir lloc a la part superior de la torre el 19 de desembre de 1989. La dedicació va ser realitzada pel bisbe Derek Rawcliffe amb Provost Malcolm Grant, amb el Cor de la Catedral cantant Ding Dong Merrily on High. El juny de 1990, el Cor de la Catedral va realitzar una gira d'un dia per les set catedrals anglicanes escoceses del continent com a part de l'esforç de recaptació de fons per a la reforma i reconstrucció de l'orgue.

### Fase 3: Saló del Sínode
Es va substituir el sostre del Saló del Sínode, es va reemplaçar la nova il·luminació, es van instal·lar nous sanitaris, es va col·locar el Corredor de la Sagristia, es va instal·lar una sala dels cors, es va substituir el vestigi del bisbe per un bany inhabilitat amb accés directe a la catedral fins a l'encreuament i l'ascensor de cadira de rodes entre el bany inhabilitat i el saló sinodal. La cuina es va dispensar i es va reemplaçar amb una àrea de càtering a l'extrem nord de la sala.

### Fase 4: La nau
Les obres més grans fins a la data requerien que la Congregació adorés a la propera església parroquial de Lansdowne d'octubre de 2000 a març de 2002. L'obra incloïa la provisió d'un nou pòrtic vidrier, paviment nou de rajoles per reemplaçar els sòls temporals de la fase anterior, la finalització del Gywneth Leech decoracions i un nou esquema d'il·luminació.

## Història
Per tradició, la congregació va ser fundada per Alexander Duncan en 1715. No obstant això, una llista de membres principals de la congregació des de 1713 mostra que els seus orígens es remunten a 1689 quan l'estructura episcopaliana de l'Església d'Escòcia va ser eliminada per l'Acta del Parlament escocès, i es va crear l'Església Episcopal Escocesa com una entitat independent. El 1689, l'episcopalianisme no era àmpliament recolzat a l'oest d'Escòcia, però hi havia famílies a Glasgow amb sentiments episcopals i jacobites, alguns amb vincles amb les autoritats de l'església abans del desestabilització. Durant el regnat de Guillermo III, van mantenir un perfil baix, cada vegada més assertiu després de l'adhesió de la Reina Anna en 1702.
El primer informe contemporani de la congregació, de Robert Wodrow, descriu un servei que es va produir l'any 1703 per commemorar l'aniversari de l'execució de Carles I. El servei es va celebrar en els allotjaments al Saltmaterials de Sir John Bell, un antic Provost de Glasgow, i va provocar un motí. En aquest període van participar diversos clergues, incloent dos homes locals, John Fullarton (anteriorment titular de Paisley Abbey) i John Hay (antigament a New Monklands); Alexander Burgess (anteriorment al temple prop de Rosslyn) també fa una aparició. La primera referència a Alexander Duncan data de 1710 quan, amb John Fullarton, assisteix al llit de mort de Lady Dundonald a la Place of Paisley.
El clergat episcopal de Glasgow havia estat operant fora de la llei (no jurat), però el 1712 un clergue va arribar disposat a prendre el jurament per fer-lo qualificat. William Cockburn va instal·lar una casa de reunions (l'anomena capella); la ubicació no està registrada. El 1713 també va marcar la mort de Carles I. El seu sermó sobre aquesta ocasió va sobreviure, amb una llista de la congregació, que inclou famílies establertes de Glasgow, com ara: the Bells, Barns, Crawfurds, Grahames, and Walkinshaws i Alexander Duncan. En Donald MacDonald de Sleat va tenir un paper important, i els seus retenidors de la Highland, parlants de gaèlic i en quilos, van actuar com a guàrdies. Aquesta capella va ser atacada per un llenguatge pocs dies després de la mort de la reina Anna va fugir, un esdeveniment commemorat en una balada anònima, The Downfall of Cockburn's Meeting House, trobada entre els papers de Wodrow.

### Altar de la Catedral
Els membres de la congregació van participar activament en la batalla de Sheriffmuir en 1715, lluitant per l'Antic Pretensor, mentre que la resta de Glasgow recolzaven el costat de Hannover. Alguns dels Jacobites van fugir; alguns tenien els seus béns confiscats. John Walkinshaw va escapar del castell de Stirling canviant la roba amb la seva esposa; més tard va actuar com enviat del príncep en les discussions pel seu matrimoni amb la princesa Clementina Sobieska. La congregació va sobreviure, es va empobrir i es va empobrir i es va sotmetre a lleis cada cop més restrictives. El 1728 es va obrir una casa de reunions a Broad Close, enfront de la Universitat, amb Duncan (un bisbe universitari des de 1724) assistit per un senyor Wingate. Aviat els magistrats van tancar i Wingate va enviar l'embalatge. Duncan, ara ancià, va tenir serveis a la seva pròpia casa fins a la seva mort el 1733.
L'evidència és incompleta quant a la naturalesa de l'observança cristiana per part de la congregació episcopal a Glasgow en la primera meitat del segle xviii, i la major part prové de Wodrow. Esmenta una bíblia i un llibre de pregària, presumiblement el Llibre de l'Oració Comuna, i també un vestit canònic. Cockburn utilitza el terme Liturgia. Es van predicar els sermons. Hi ha la Santa Comunió del Nadal (que Wodrow crida a Yule) i la Setmana Santa amb, en 1713, un altar establert amb anticipació (potser una indicació que la Comunió era infreqüent). (La preferència de Wodrow era assistir a un sermó contra els dies sagrats). Dels altres sagraments, bautismes i matrimonis dels ministres episcopals no qualificats havien estat proscrits l'any 1695, tot i que certament els baptismes van tenir lloc. Wodrow va assenyalar amb entusiasme que la congregació només començava a marcar el ràpid pel martiri de Carles I després de la desestabilització. Els ministres episcopals van assistir als malalts i els moribunds, i van prendre funerals. La Letania, utilitzada pels episcopals en altres llocs és Escòcia en aquest període, probablement es va usar a Glasgow. La congregació va recollir diners per als pobres. Algunes pràctiques angleses (per exemple, la seva forma de distribuir la comunió) van ser la substitució de les tradicions escoceses, i això va provocar queixes.Van passar set anys abans de l'arribada del príncep següent, George Graham de Perthshire, que tenia una casa de reunions a Candleriggs. L'aixecament jacobita de 1745 havia portat Bonnie Prince Charlie a Glasgow. Clementina Walkinshaw, filla de John Walkinshaw, més tard es convertiria en la seva amant, i mare del seu únic fill. Les lleis penals que restringien als episcopals escocesos es van convertir en draconians. Graham va sortir l'any següent. El seu reemplaçament, el 1750, va ser David Lyon, amb una reunió a Stockwell Street. A partir de 1751, els episcopals disposats a reconèixer que el rei hanoverià podia assistir a la capella qualificada, St. Andrew's-by-the-Green. David Lió, ara mateix, l'únic sacerdot escocès que ministra a un ramat escampat a l'oest d'Escòcia, va participar en la reunió secreta celebrada a Moffat el 1769 per discutir una núvia protestant per Bonnie Prince Charlie.
David Lyon va ser seguit per Andrew Wood, després Andrew Macdonald. Macdonald va escriure novel·les, poesia i obres de teatre, i és l'únic membre d'aquest llinatge que apareix al Diccionario de Biografía Nacional. Va deixar eventualment Glasgow per a Londres on va morir jove. Un llibre de Vint-i-vuit Sermons Varis d'Andrew Macdonald va ser publicat pòstumament en 1790. El següent incumbent de 1788 va ser Alexander Jamieson de Marykirk, Kincardineshire. Les lleis penals van ser derogades en 1792. La congregació va créixer, durant molts anys, es va reunir en una sala de classes a la Grammar School. En 1825 es van traslladar a la capella de Santa Maria al carrer Renfield, es van traslladar a l'edifici actual en 1871. Els titulars de la capella del carrer Renfield eren George Almond (1825-1848), el bisbe Walter Trower (1848-1853) i Richard Oldham.